# Proteazom

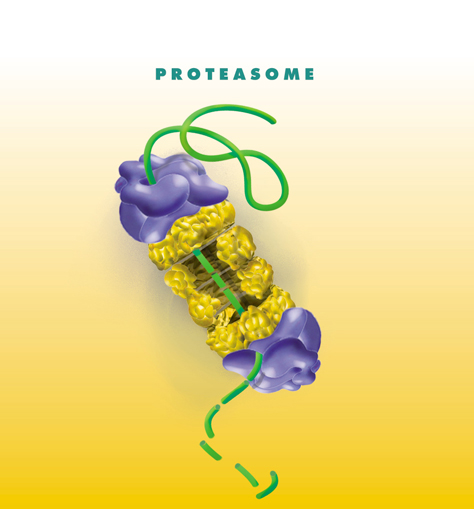
Pohled na válcovitou strukturu proteazomu; zeleně je vyznačen protein podstupující rozkladný proces

Proteazom je proteinový komplex uvnitř všech eukaryot, archeí, a také některých bakterií. V eukaryotních buňkách je umístěn v jádře a v cytoplasmě. Hlavní funkcí tohoto komplexu je degradace nepotřebných nebo poškozených proteinů. Tento děj probíhá pomocí proteolytické reakce, která přerušuje peptidové vazby. Enzymy, které zajišťují tuto reakci se nazývají proteasy. Proteazomy jsou hlavním mechanismem, pomocí kterého buňky regulují koncentraci konkrétních proteinů a degradují proteiny, které jsou špatně složeny. Proces degradace vytváří peptidy o sekvenci sedmi až osmi aminokyselin, které mohou být dále degradovány na ještě kratší řetězce a využity k vytvoření nových proteinů. Proteiny, které jsou určeny k degradaci, jsou označeny (otagovány) malým proteinem, který se nazývá ubiquitin. Tagovací reakce je katalyzována enzymy, které se nazývají ubiquitin ligásy. Jakmile je jednou protein označen jednou molekulou ubiquitinu, je to signál pro další ligásy k připojení dalších molekul. Výsledkem je, že polyubiquitinový řetězec je navázán na proteazom a označený protein je následně degradován.
Struktura proteazomu je válcovitý komplex obsahující jádro čtyř naskládaných kruhů, které tvoří centrální pór. Každý z kruhů je tvořen ze sedmi zvláštních proteinů. Dva vnitřní kruhy jsou složeny ze sedmi β podjednotek, které obsahují tři až sedm proteázových aktivních míst. Tři místa se nachází na vnitřním povrchu kruhu, to znamená, že označený protein musí být nejprve uvnitř centrálního póru, předtím než bude degradován. Dva vnější prstence, kdy každý z nich zahrnuje sedm α podjednotek, které zajišťují "vrata", kterými se proteiny dostávají do proteazomu. Tyto podjednotky jsou kontrolovány navázanými "čepicovými" strukturami nebo regulačními částicemi, které rozpoznávají tagované proteiny a zahajují proces degradace.
Proteazomická degradační dráha je typická pro mnoho buněčných procesů, zahrnující buněčný cyklus, regulaci exprese genů a odpověď na oxidační stres. Práce vědců Aaron Ciechanovera, Avram Hershka a Irwina Rose, která se zabývala důležitostí prolytické degradace uvnitř buněk a rolí ubiquitinu v proteolytických drahách, byla oceněna v roce 2004 Nobelovou cenou za chemii.

## Objev
Před objevením ubiquitin-proteazomového systému, byla degradace proteinů v buňkách připisována především lyzozomům, které umí degradovat a recyklovat exogenní proteiny a staré či poškozené organely. Nicméně práce Alfreda Goldberga v roce 1977 na téma ATP-závislé proteinové degradaci v retikulocytech, které nemají lyzozomy, přinesla druhý intracelulární degradační mechanismus.

## Funkce
Proteazom je především místo, kde v buňce dochází k rozkladu (hydrolytickému štěpení na malé peptidy či aminokyseliny) některých vnitrobuněčných proteinů (tedy těch, jež nejsou rozloženy v lyzozomu). 26S proteazom speciálně umožňuje rozklad těch bílkovin, na něž byl navázán tzv. ubikvitin. Tento malý protein signalizuje proteazomu, že má být daná bílkovina rozštěpena. Tyto bílkoviny odsouzené ubikvitinem k rozložení poté vstupují postranním otvorem do dutiny uvnitř válcovitého proteazomu.
Tento systém umožňuje měnit hladinu jednotlivých enzymů, reguluje průběh buněčného cyklu či umožňuje prezentaci antigenů v MHC komplexech. Některé role proteazomu zřejmě nesouvisí s jeho schopností štěpit proteiny: reguluje transkripci jednotlivých genů, angažuje se v opravě DNA a v přestavbě chromatinu.